# Blériot V canard
O Blériot V canard ou simplesmente Blériot V foi uma das primeiras aeronaves francesas construída por Louis Blériot em 1907, sendo um dos primeiros monoplanos.